# موزه رودن
موزه رودن موزه‌ای از آثار پیکره‌ساز نامی فرانسوی، آگوست رودن است که در سال ۱۹۱۹ تاسیس شد. این موزه شامل دو قسمت است. بعضی از مجسمه‌ها درون باغ قرار دارد و تعداد بیشتری در سالن طبقه اول و زیرزمین فرار دارد. ورودی باغ «مجسمه متفکر» و در سمت راست باغ «مجسمه بالزاک» دیده می‌شود.
در سمت دیگر باغ شاهکار آگوست رودن دروازه‌های دوزخ (Gates of Hell) است که آنرا با الهام از «کمدی الهی» دانته آلیگیری و «گل‌های شر» شارل بودلر ساخته است. در دو طرف دروازه دوزخ مجسمه آدم و حوا گذاشته شده است.

## نگارخانه

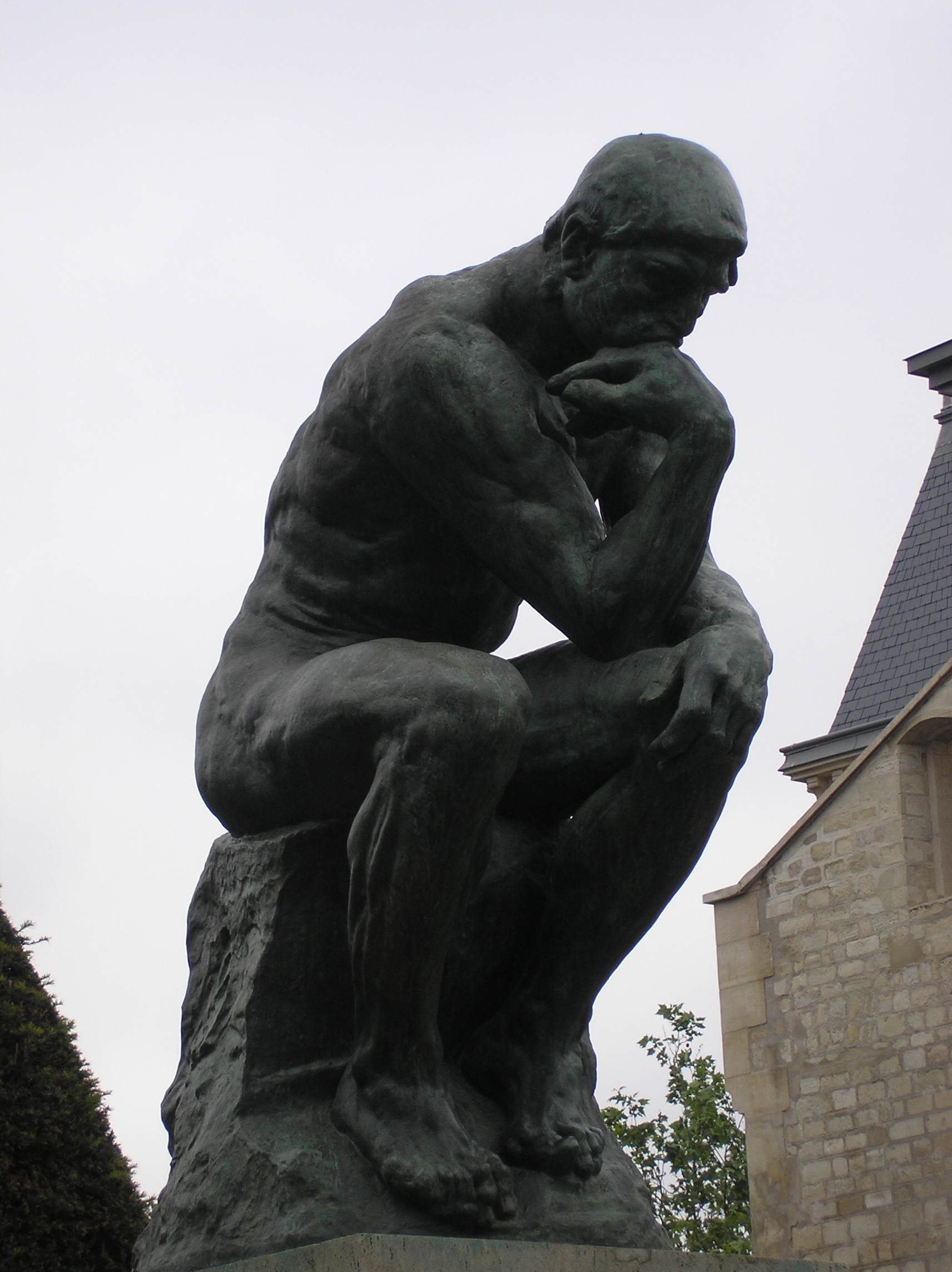
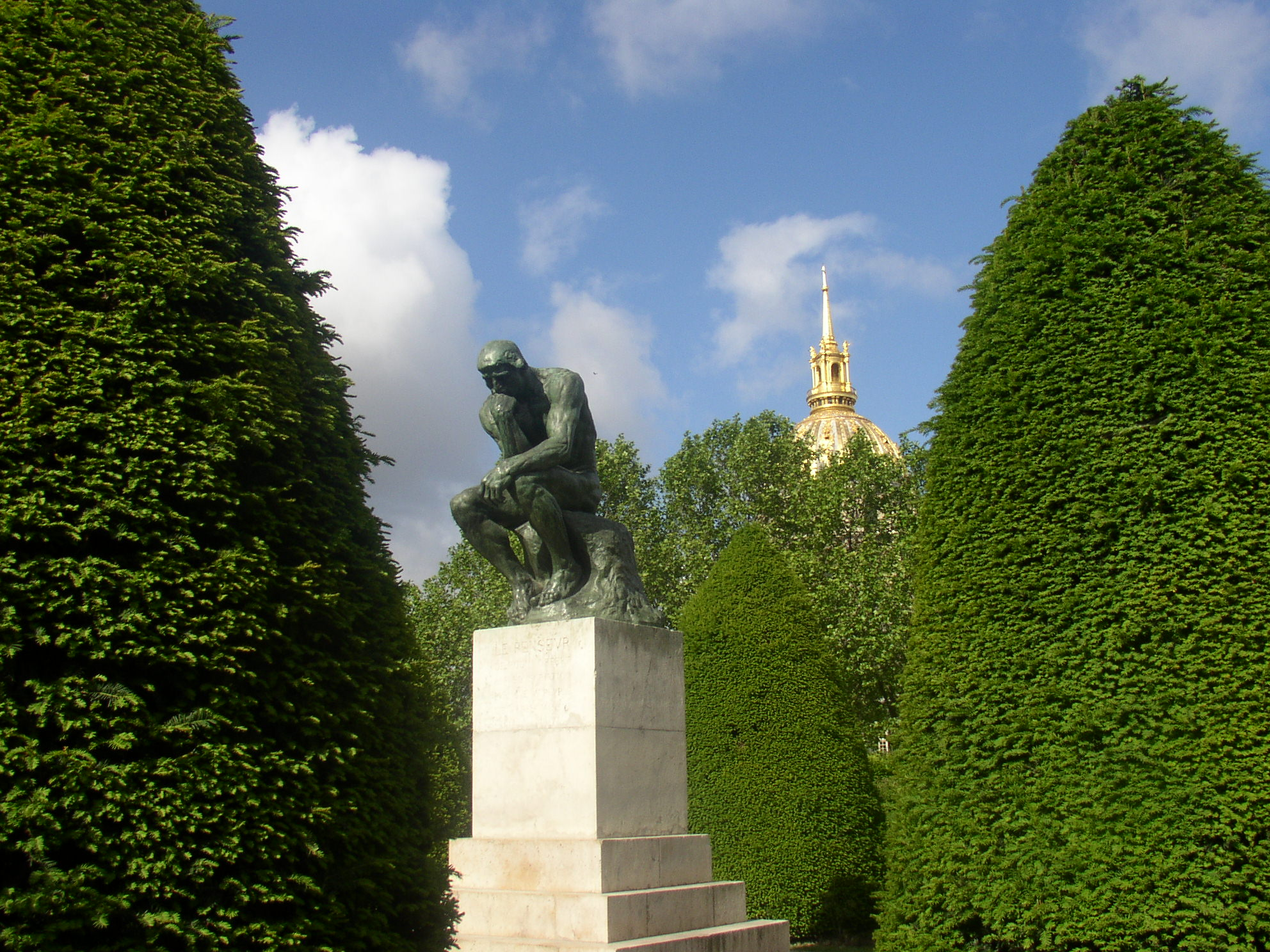
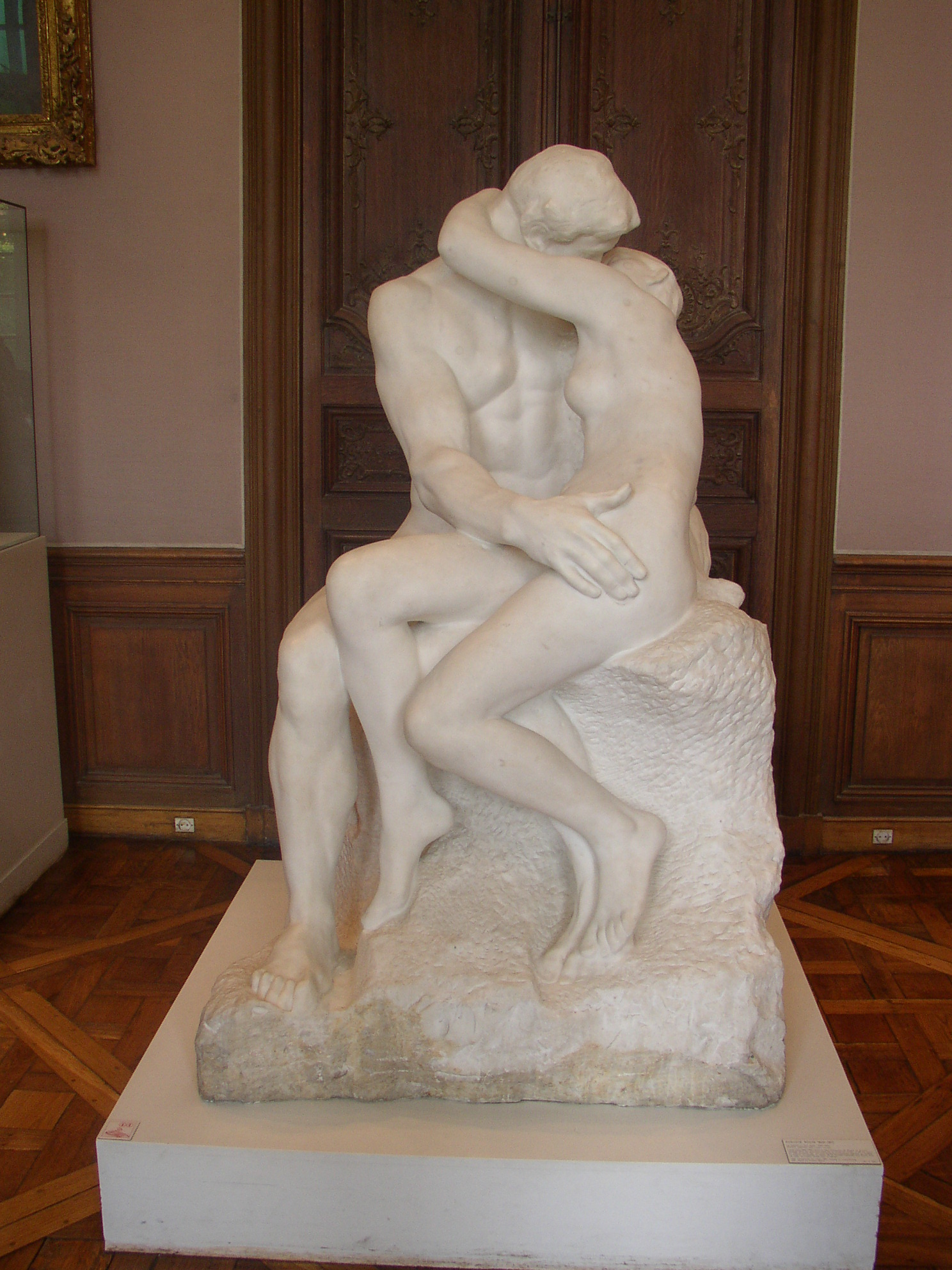